# Jesús Purizaga
Jesús Manuel Purizaga Sánchez, né le 24 décembre 1959 à Lima au Pérou, est un joueur de football international péruvien, qui évoluait au poste de gardien de but.

## Biographie

### Carrière en sélection
International péruvien, Purizaga joue 22 matchs (29 buts encaissés) entre 1988 et 1991. 
Il figure dans le groupe des sélectionnés lors des Copa América de 1989 et de 1991, où son équipe est éliminée à chaque fois au premier tour.
Il joue également quatre matchs comptant pour les tours préliminaires de la coupe du monde 1990.

## Palmarès
| UTC Cajamarca - Copa Perú (1) : - Vainqueur : 1981. |  | Sporting Cristal - Championnat du Pérou (1) : - Champion : 1988. |